# Malakitgrönt (organiskt ämne)
Malakitgrönt (C23H25ClN2) är ett organiskt, grönt anilin-färgämne, (C.I. Basic Green 4, C.I. 42000) som används som färgämne och kontroversiellt, som ett antimikrobiellt medel i vattenbruk (fiskodling). Malakitgrönt används traditionellt som färgämne för material som silke, läder och papper. Trots sitt namn är färgämnet inte framställt av mineralet malakit, utan namnet kommer bara från likheten i färg.

## Struktur och egenskaper
Malakitgrönt klassificeras i färgämnesindustrin som ett triarylmetanfärgämne och används även i pigmentindustrin. Formellt hänvisar malakitgrönt till kloridsaltet [C6H5C(C6H4N(CH3)2)2]Cl, även om termen malakitgrönt används löst och ofta bara hänvisar till den färgade katjonen. Oxalatsaltet marknadsförs också. Anjonerna har ingen effekt på färgen. Den intensiva gröna färgen på katjonen är ett resultat av ett starkt absorptionsband vid 621 nm (extinktionskoefficient på 105 M−1 cm−1).
Malakitgrönt framställs genom kondensation av bensaldehyd och dimetylanilin för att ge leukomalakitgrönt (LMG):
{\displaystyle {\ce {C6H5CHO + C6H5N(CH3)2 -> (C6H5N(CH3)2)2C6H5 + H2O}}}
För det andra oxideras denna färglösa leukoförening, en släkting till trifenylmetan, till katjonen som är MG:
{\displaystyle {\ce {C6H5CH(C6H4N(CH3)2)2 + HCl + 0,5O2 -> [C6H5C(C6H4N(CH3)2)2]Cl + H2O}}}
Ett typiskt oxidationsmedel är mangandioxid.
Hydrolys av MG ger en alkohol:
{\displaystyle {\ce {[C6H5C(C6H4N(CH3)2)2]Cl + H2O -> C6H5C(OH)(C6H4N(CH3)2)2 + HCl}}}
Denna alkohol är viktig eftersom den, inte MG, passerar cellmembran. Väl inne i cellen metaboliseras den till LMG. Endast katjonen MG är djupt färgad, medan leuko- och alkoholderivaten inte är det. Denna skillnad uppstår eftersom endast den katjoniska formen har utökad pi-delokalisering, vilket gör att molekylen kan absorbera synligt ljus.

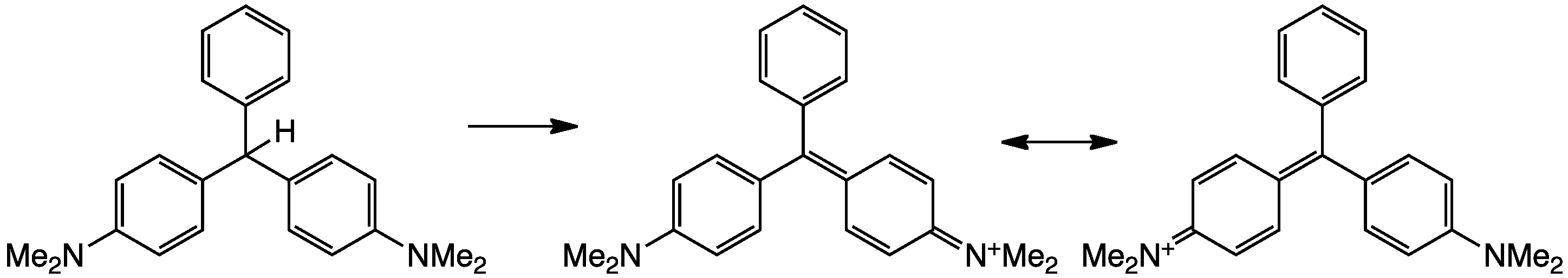
Till vänster är leukomalakitgrön (LMG) och till höger finns de två ekvivalenta resonansstrukturerna för MG-katjonen. Alkoholderivatet av MG härrör från LMG genom att det unika C–H ersätts med C–OH.

## Framställning
Leukoformen av malakitgrönt framställdes först av Hermann Fischer 1877 genom att kondensera bensaldehyd och dimetylanilin i molekylförhållandet 1:2 i närvaro av svavelsyra.

## Användning
Malakitgrönt används traditionellt som färgämne. Tusentals ton MG och relaterade triarylmetanfärgämnen produceras årligen för detta ändamål. 
MG är aktivt mot oomyceten Saprolegnia, som infekterar fiskägg i kommersiellt vattenbruk, MG har använts för att behandla Saprolegnia och används som ett antibakteriellt medel. Det är en mycket populär behandling mot Ichthyophthirius multifiliis i sötvattensakvarier. Den huvudsakliga metaboliten, leuko-malakitgrönt (LMG), finns i fisk behandlad med malakitgrönt, och detta fynd är grunden för kontroverser och statlig reglering.

## Hälsoskyddsförordningar
År 1992 fastställde kanadensiska myndigheter att intag av fisk som är förorenad med malakitgrönt utgör en betydande hälsorisk. Malakitgrönt klassificerades som en hälsofara i klass II. På grund av dess låga tillverkningskostnad används malakitgrönt fortfarande i vissa länder med mindre restriktiva lagar för icke-vattenbruksändamål. År 2005 hittade analytiker i Hongkong spår av malakitgrönt i fisk som importerats från Kina. År 2006 upptäckte U.S. Food and Drug Administration (FDA) malakitgrönt i bland annat skaldjur från Kina, där ämnet också är förbjudet för användning i vattenbruk. I juni 2007 blockerade FDA importen av flera sorters skaldjur på grund av fortsatt malakitgrön förorening. 
Malakitgrönt har varit förbjudet i USA sedan 1983 i livsmedelsrelaterade tillämpningar. Ämnet är också förbjudet i Storbritannien. Det är förbjudet att använda i livsmedel i Macao. 
Inom EU råder förbud mot malakitgrönt i livsmedel och särskilda regler för kontroll av dess efterlevnad har upprättats.
Djur metaboliserar malakitgrönt till dess leukoform. Eftersom den är lipofil (leukoformen har ett log P på 5,70), hålls metaboliten i havskattens kött längre (halveringstid = 10 dygn) än modermolekylen (halveringstid = 2,8 dygn).

## Giftighet
LD50 (oral, mus) är 80 mg/kg. Råttor som matas med malakitgrönt upplever "en dosrelaterad ökning av lever-DNA-addukter" tillsammans med lungadenom. Leucomalakitgrönt orsakar en "ökning av antalet och svårighetsgraden av förändringar". Eftersom leukomalakitgrönt är den primära metaboliten av malakitgrönt och hålls kvar i fiskköttet mycket längre, skulle de flesta människors kostintag av malakitgrönt från att äta fisk vara i leukoform. Under experimentet matades råttor med upp till 543 ppm leucomalakitgrönt, en extrem mängd jämfört med de genomsnittliga 5 ppb som upptäckts i fisk. Efter en period på två år upptäcktes en ökning av lungadenom hos råttor av hankön men ingen förekomst av levertumörer. Därför kunde man dra slutsatsen att malakitgrönt orsakade cancerframkallande symtom, men ett direkt samband mellan malakitgrönt och levertumör kunde inte fastställas.

## Upptäckt
Även om malakitgrönt nästan inte har någon fluorescens i vattenlösning (kvantutbyte 7,9x10−5), har flera forskargrupper utvecklat teknologier för att detektera malakitgrönt. Till exempel demonstrerade Zhao et al. användningen av malakitgröntaptamer i mikrocantileverbaserade sensorer för att detektera låg koncentration av malakitgrönt.